# Santa Cruz Tayata
Santa Cruz Tayata là một đô thị thuộc bang Oaxaca, México. Năm 2005, dân số của đô thị này là 541 người.